# Kutasó
Kutasó là một thị trấn thuộc hạt Nógrád, Hungary. Thị trấn này có diện tích 6,05 km², dân số năm 2010 là 117 người, mật độ 19 người/km².